# Francesco Guardi

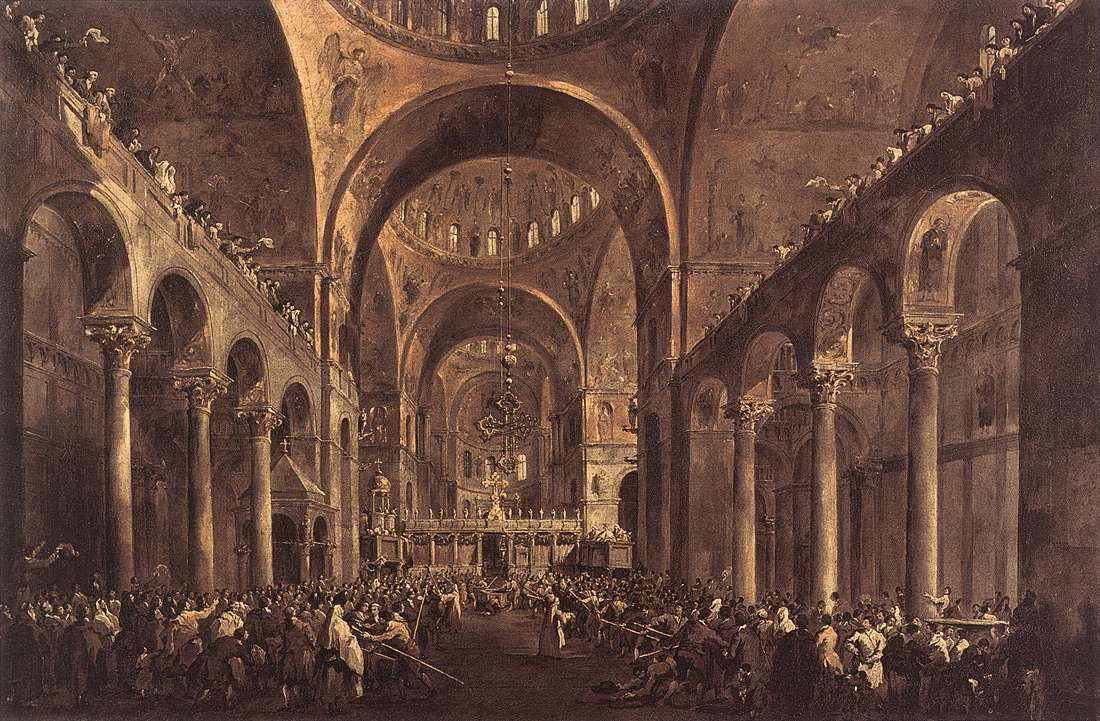
Doge Alvise IV Mocenigo vertoont zich aan het volk in de San-Marcobasiliek in 1763

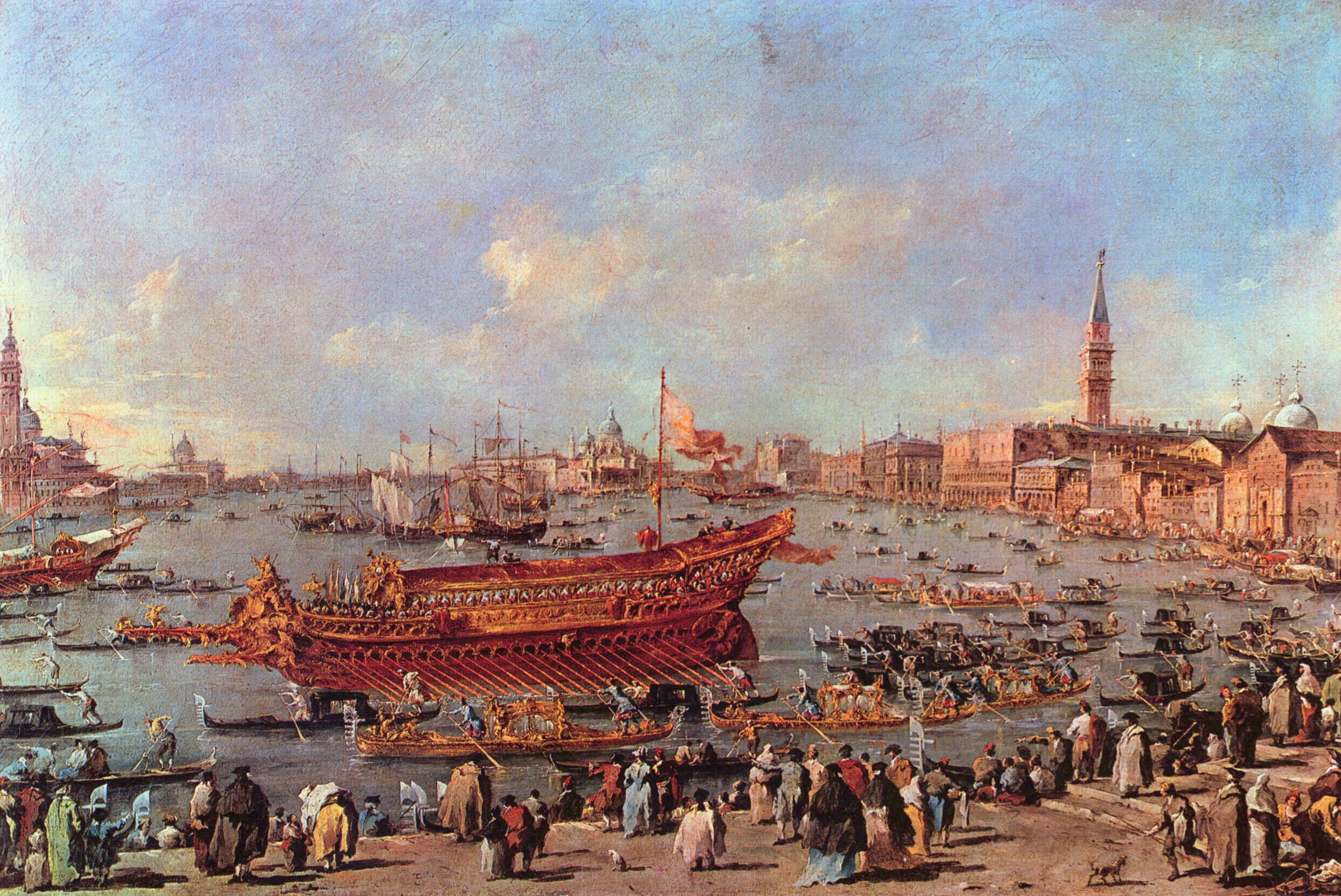
Het vertrek van de Bucintoro bij het Lido, Venetië, op Hemelvaartsdag, rond 1775 - 1780

Francesco Lazzaro Guardi (Venetië, 5 oktober 1712 - aldaar, 1 januari 1793) was een Italiaans schilder van veduta en representant van de Venetiaanse School. Hij en zijn broers Niccolò en Gianantonio worden beschouwd als laatste vertegenwoordigers van de klassieke Venetiaanse school binnen de schilderkunst.

## Biografie
Francesco Guardi werd geboren in Venetië in een familie van lagere adel uit Trentino. Zijn vader Domenico (geboren in 1678) en zijn broers Niccolò Guardi en Gianantonio Guardi waren ook schilders, zij drieën erfden het atelier na de dood van hun vader in 1716. Zij hebben waarschijnlijk allemaal bijgedragen -als een team- aan een aantal van de grotere opdrachten later toegeschreven aan Francesco.

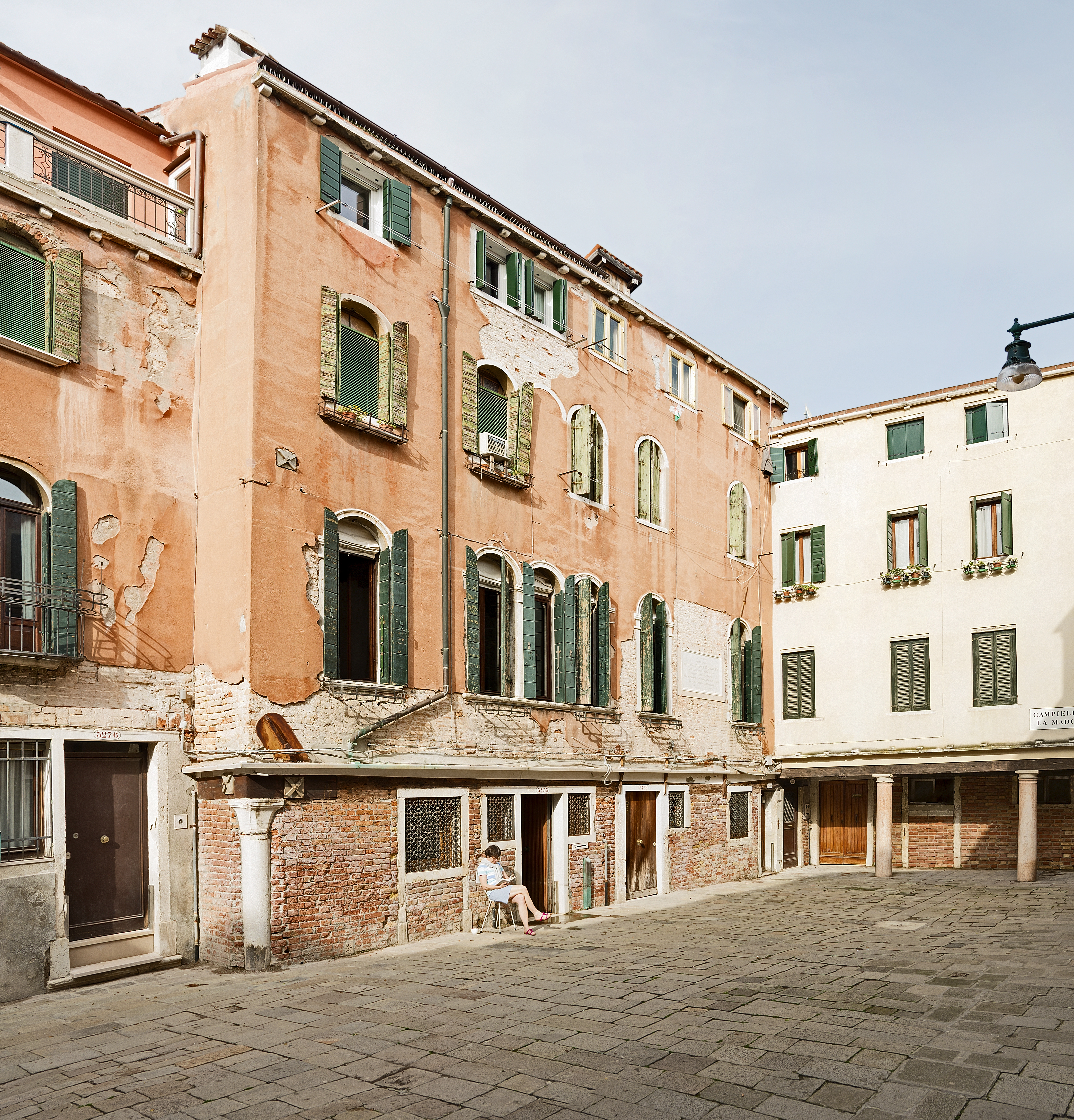
woning van Francesco Guardi - Campiello de la Madonna - Cannaregio - Venetië
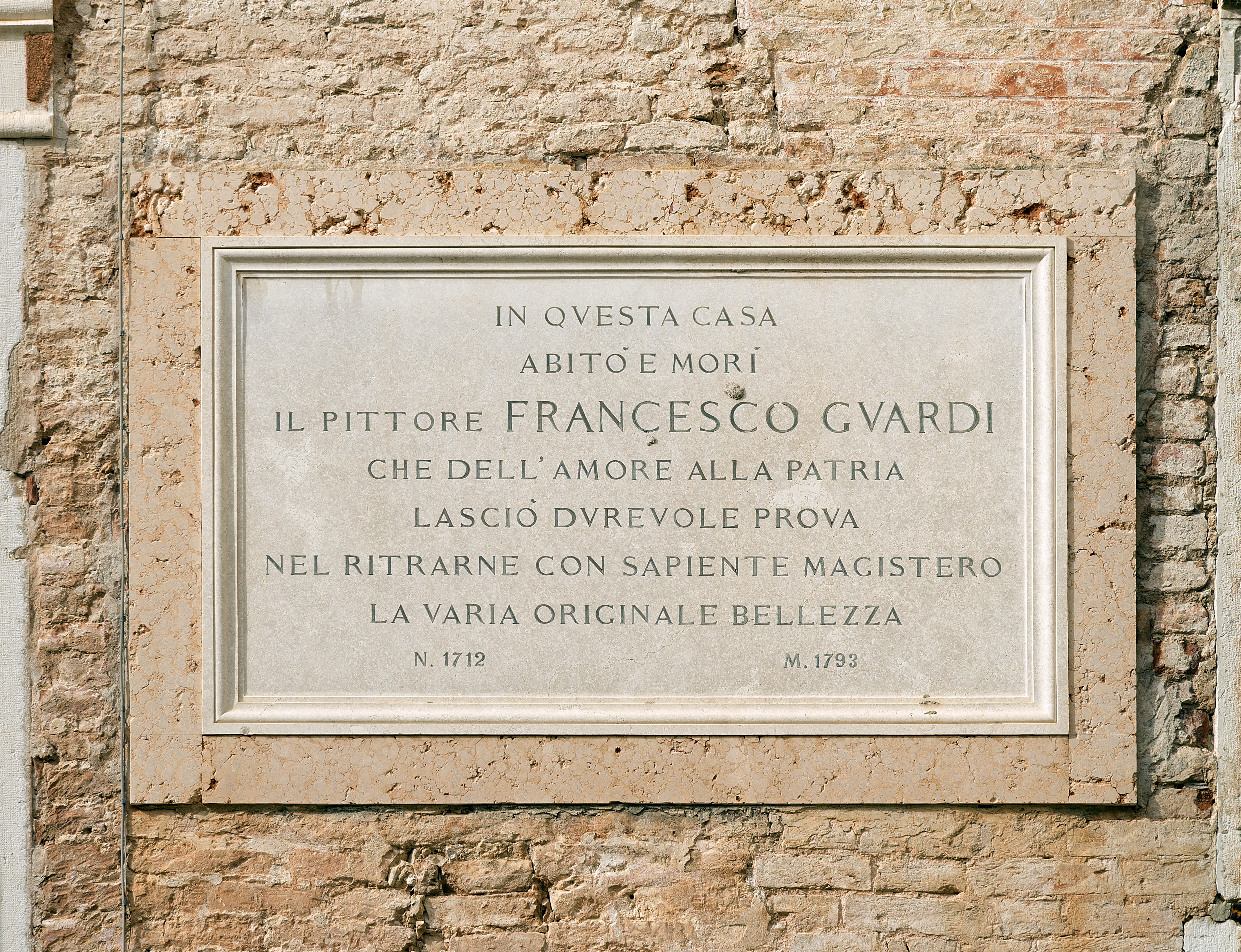
herdenkingsplaat op het huis
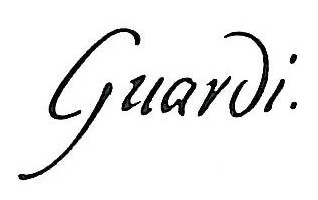
handtekening van Francesco Guardi

Zijn zuster Maria Cecilia trouwde met een van de meest vooraanstaande Veneto-Europese schilders van die periode, Giovanni Battista Tiepolo. In 1735 verhuisde Guardi zijn werkplek naar het atelier van Michele Marieschi, waar hij bleef tot 1743. Het eerste werk dat met zekerheid aan hem kan worden toegeschreven dateert uit 1738 en werd door hem gemaakt voor een parochie Vigo d'Anuania in Trentino. In deze periode werkte hij samen met zijn meer bekende broer, Gianantonio. Zijn eerste zelf ondertekende werk is Aanbidding van het Heilige Sacrament (circa 1739). Tot werken van deze periode behoren landschappen en afbeeldingen van figuren. Zijn vroege veduta's laten invloed zien van zowel Canaletto als Luca Carlevarijs. Op 15 februari 1757 trouwde hij met Maria Mattea Pagani, de dochter van schilder Matteo Pagani. In hetzelfde jaar is zijn broer Gianantonio overleden en zijn eerste zoon, Vincenzo, geboren. Zijn tweede zoon, Giacomo, werd geboren in 1764.
In 1763 voltooide hij in Murano, in de kerk van San Pietro Martire, Wonder van een dominicaanse heilige, duidelijk beïnvloed door Alessandro Magnasco in zijn quasi-expressionistische stijl.
Tot Francesco Guardi's belangrijkste latere werken behoren Feesten van de Doge, een serie van twaalf doeken: viering van de plechtigheden gehouden in 1763 voor de verkiezing van de Doge Alvise IV Mocenigo. In zijn latere jaren is de invloed van Canaletto op zijn kunst afgenomen, zoals bleek bij de Piazzetta in het Ca' d'Oro van Venetië. Omstreeks 1778 schilderde hij Verschijning van de Heilige Drie-eenheid aan Petrus en Paulus in de parochiekerk van Roncegno.
Guardi maakte in 1782 in opdracht van de Venetiaanse overheid een aantal doeken ter gelegenheid van het bezoek van de Russische aartshertogen aan de stad. Op 12 september van dat jaar werd hij toegelaten tot de Academie voor Schone Kunsten van Venetië.
Een sterkere aandacht voor kleuren is aanwezig in de late werken zoals het Concert van tachtig Wezen uit 1782, (nu in München) en Façade van Paleis met trapopgang in de Accademia Carrara van Bergamo.
In 1793 stierf Guardi in zijn geboortestad Venetië.

## Schilderstijl
Van alle schilderijen toegeschreven aan Francesco en zijn broer Giovanni Antonio Guardi, is zijn meest geprezen werk niet een landschap, maar het in luchtige sfumatotechniek geschilderde Verhaal van Tobias voor het orgel in de kerk Chiesa dell'Angelo San Raffaele in Venetië. Citaat uit de Web Gallery of Art: "Perspective, organized aerial space, the Palladian solidity of Tiepolo... are exchanged for a personal style of coloured handwriting - now brilliantly calligraphic, and now brilliantly cloudy".
Guardi's schilderkunstige stijl is bekend als "Pittura di Tocco" (vrij vertaald: schilderen met een lichte "toets") door zijn kleine puntjes en levendige penseelstreken. Deze lossere stijl van schilderen was gebruikt door Giovanni Piazzetta en Sebastiano Ricci en herinnert aan het zoete sfumato van Federico Barocci's Bolognese stijl. Hiermee verschilt hij van de meer lineaire en architectonisch nauwkeurige stijl van schilderen van Canaletto. Dit maakte dat eeuwen later Guardi's werken zeer bewonderd werden door de Franse impressionisten.
Als vedutisti concentreerde Canaletto zich op de prestigieuze stedelijke architectuur van de keizerlijke republiek. Bij Guardi leken de gebouwen vaak op te gaan in een donkere lagune. Canaletto's doeken hebben vaak complexe lineaire details en beelden Venetië af in het zonnige daglicht. Guardi schildert wolkenluchten boven een stad in de schemering. Dit contrast tussen hen beide is echter een versimpeling, omdat Canaletto ook vaak de grauwheid van het sociale leven in de buurten uitbeeldde, terwijl Guardi ook plechtigheden zoals Nachtelijke processie op het plein van San Marco schilderde.

## Galerij

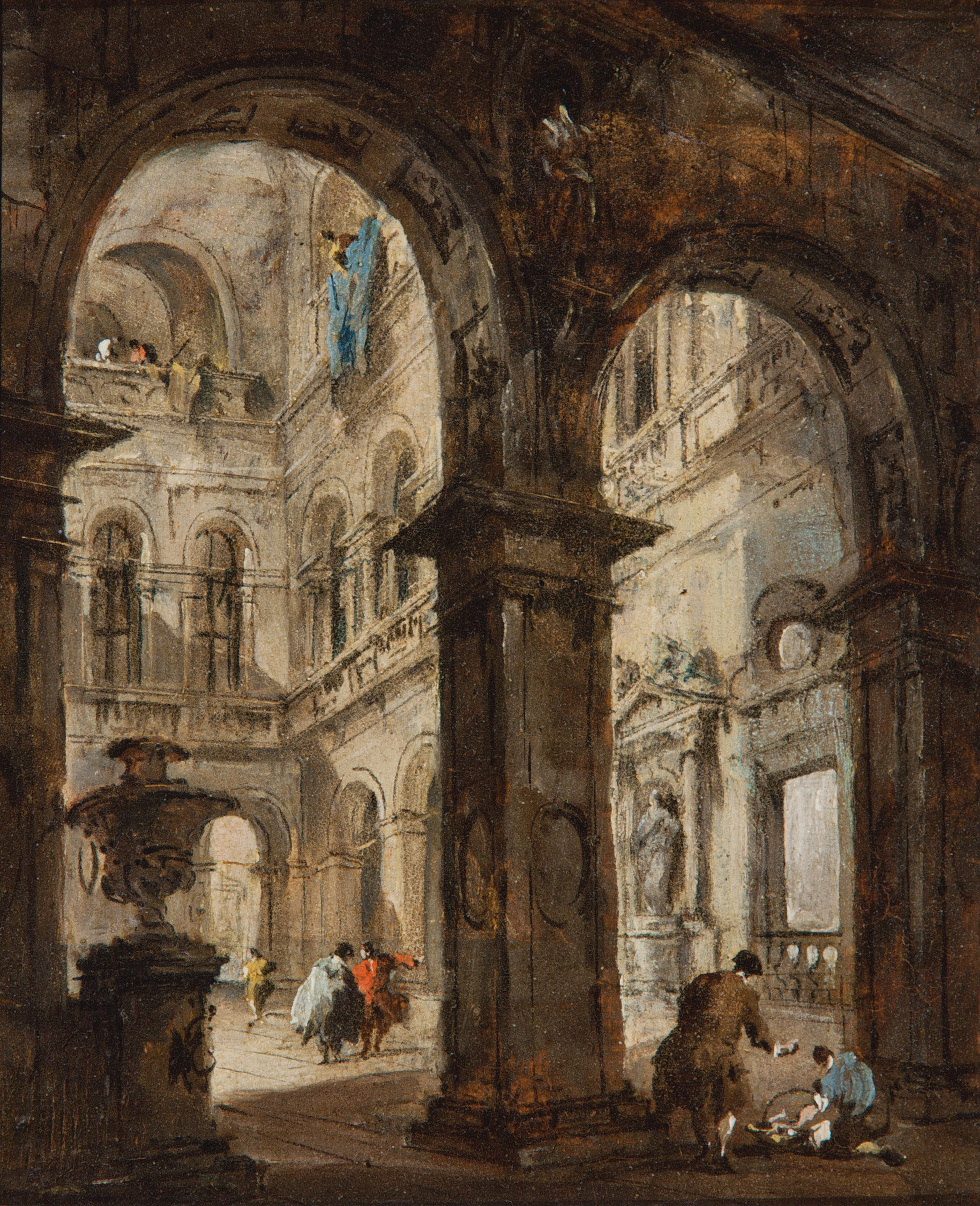
Francesco Guardi, An architectural capriccio, 18th century, Art Gallery of South Australia.
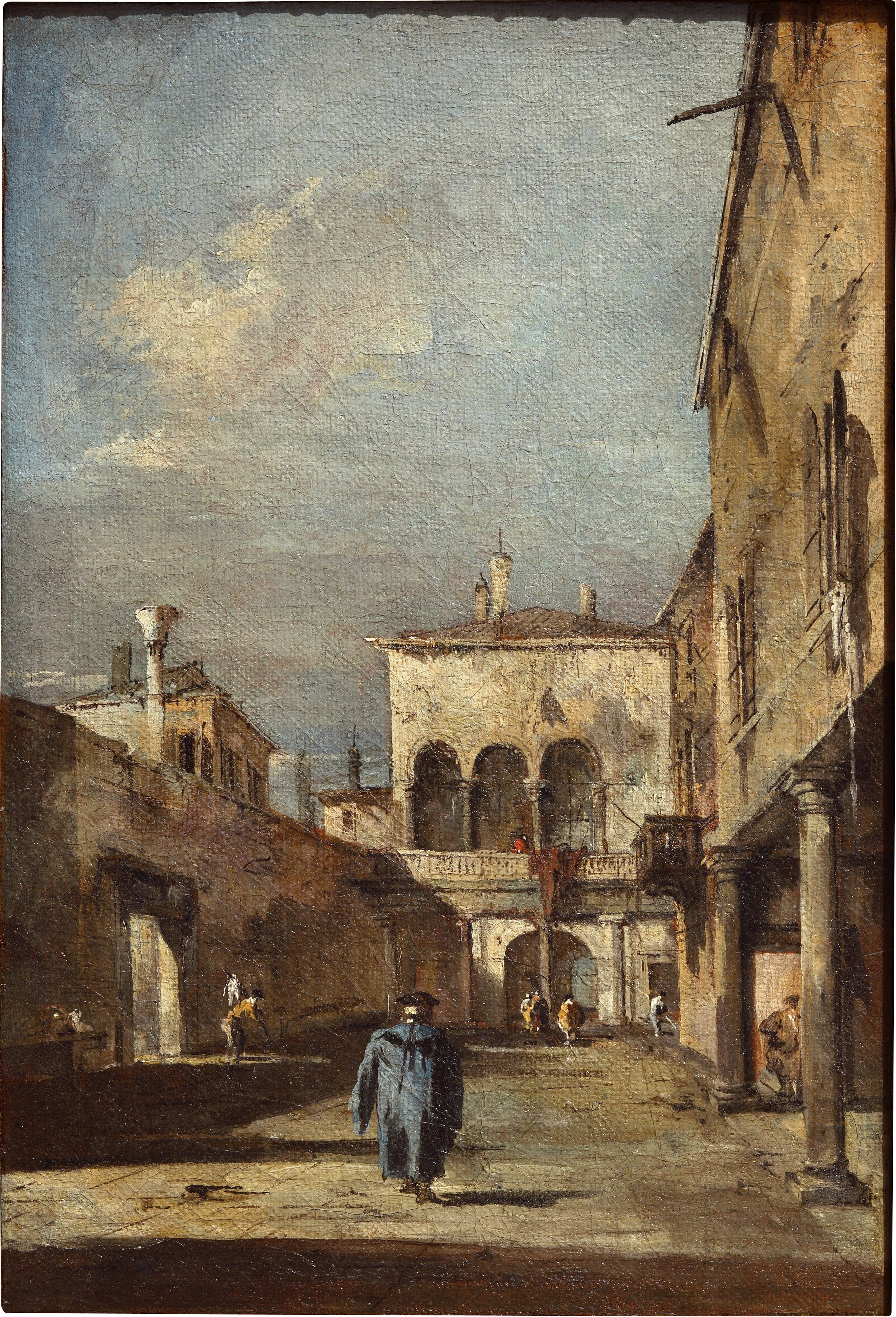
Architectonische fantasie met een binnenplaats, Poesjkinmuseum.
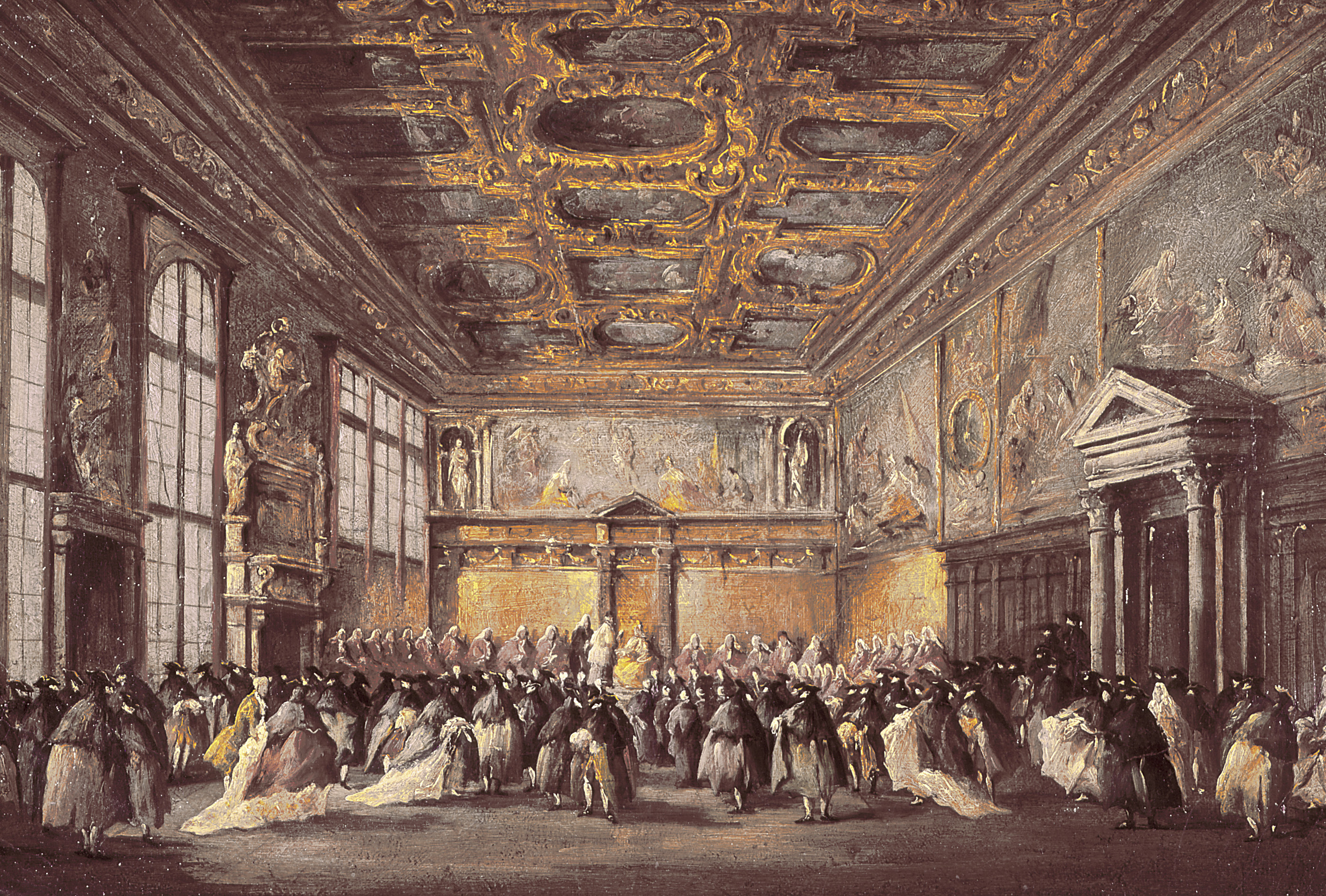
Ceremonial Event in the Doge's Palace
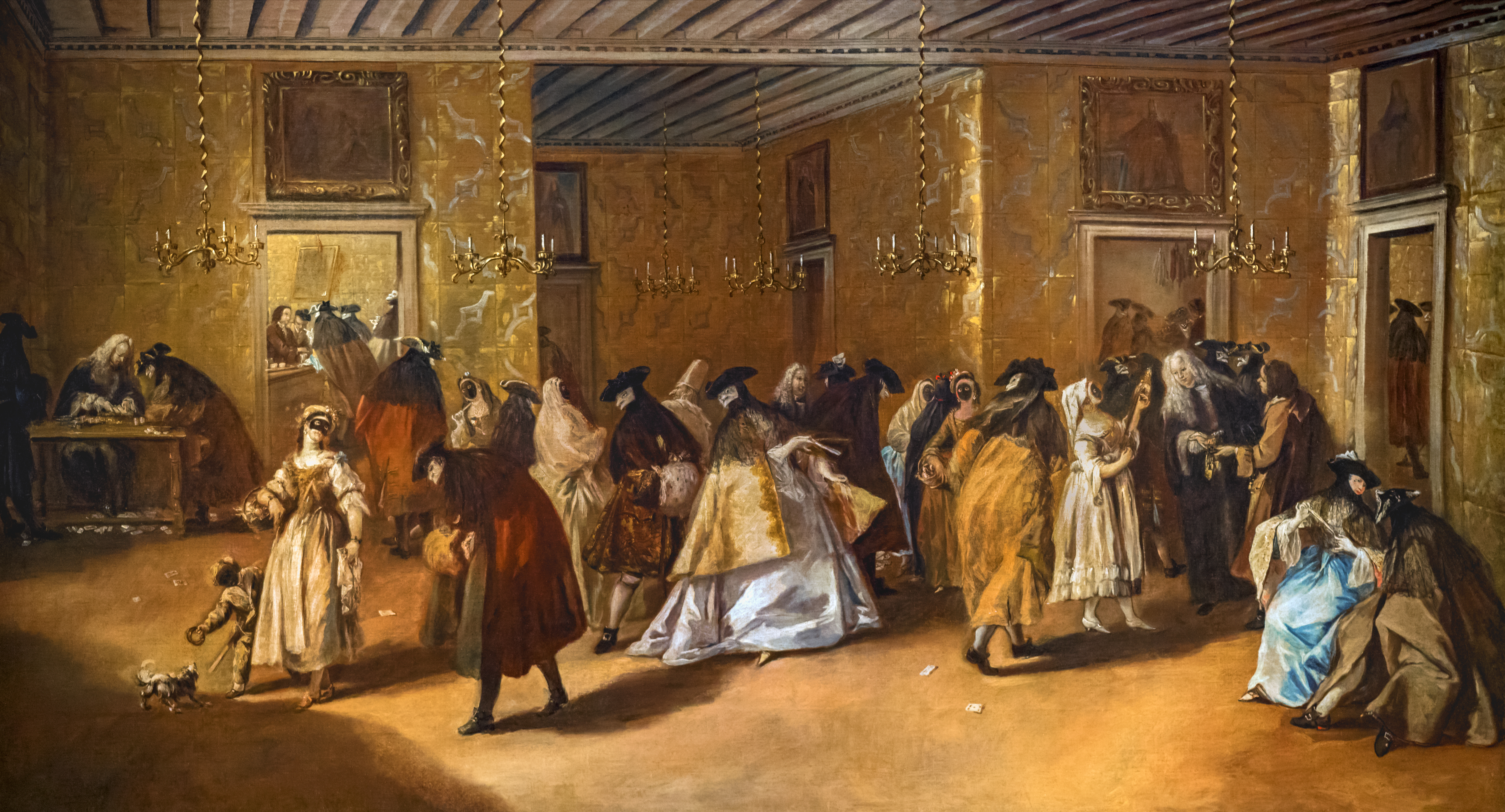
Il Ridotto (The Foyer), 1755, Museo del Settecento Veneziano
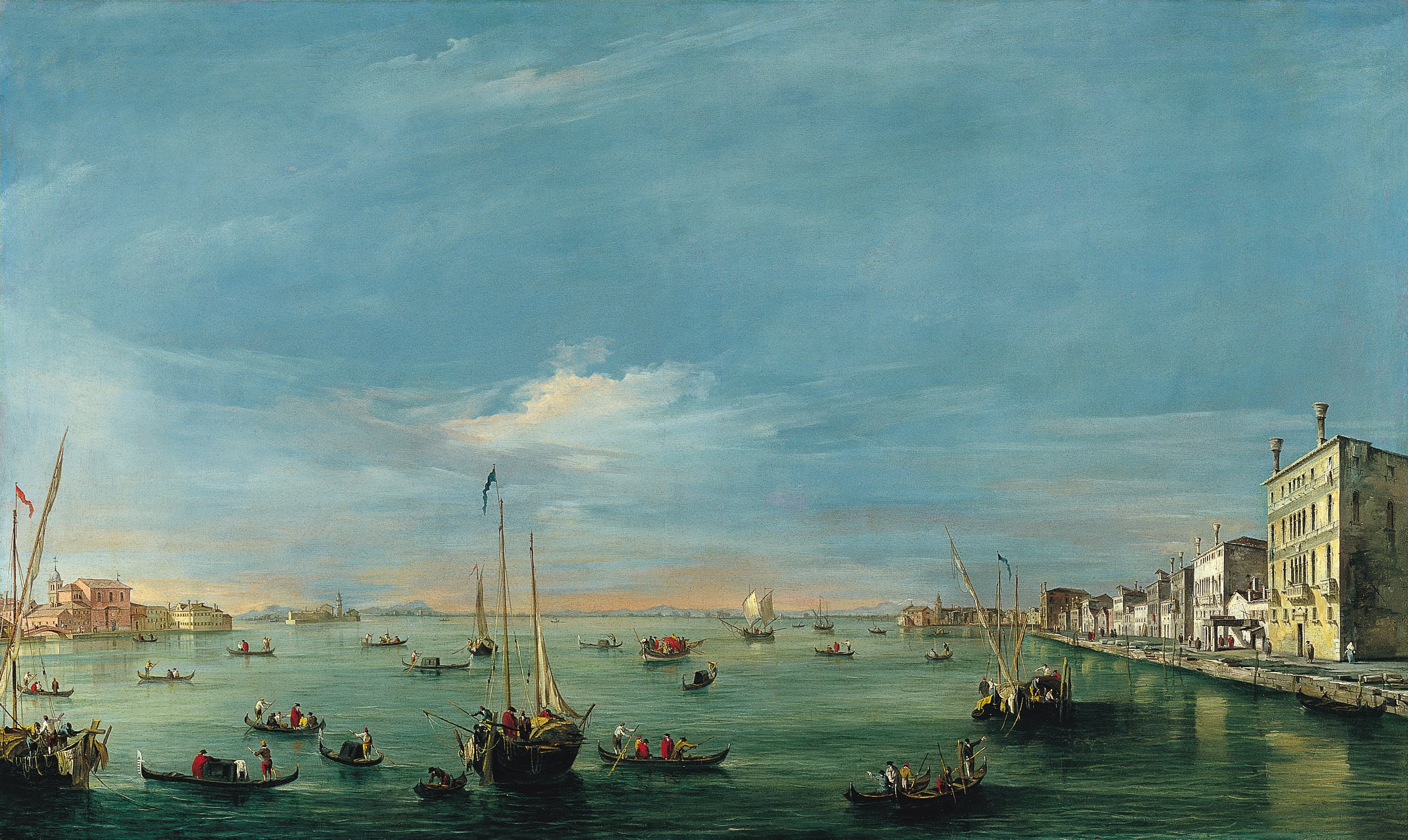
View of the Giudecca Canal and the Zattere
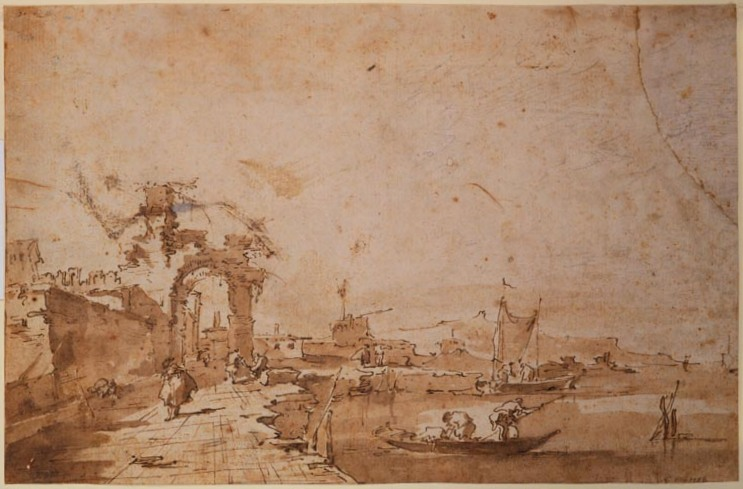
Cena de cais com arco em ruínas (pier scène met ruïneboog)
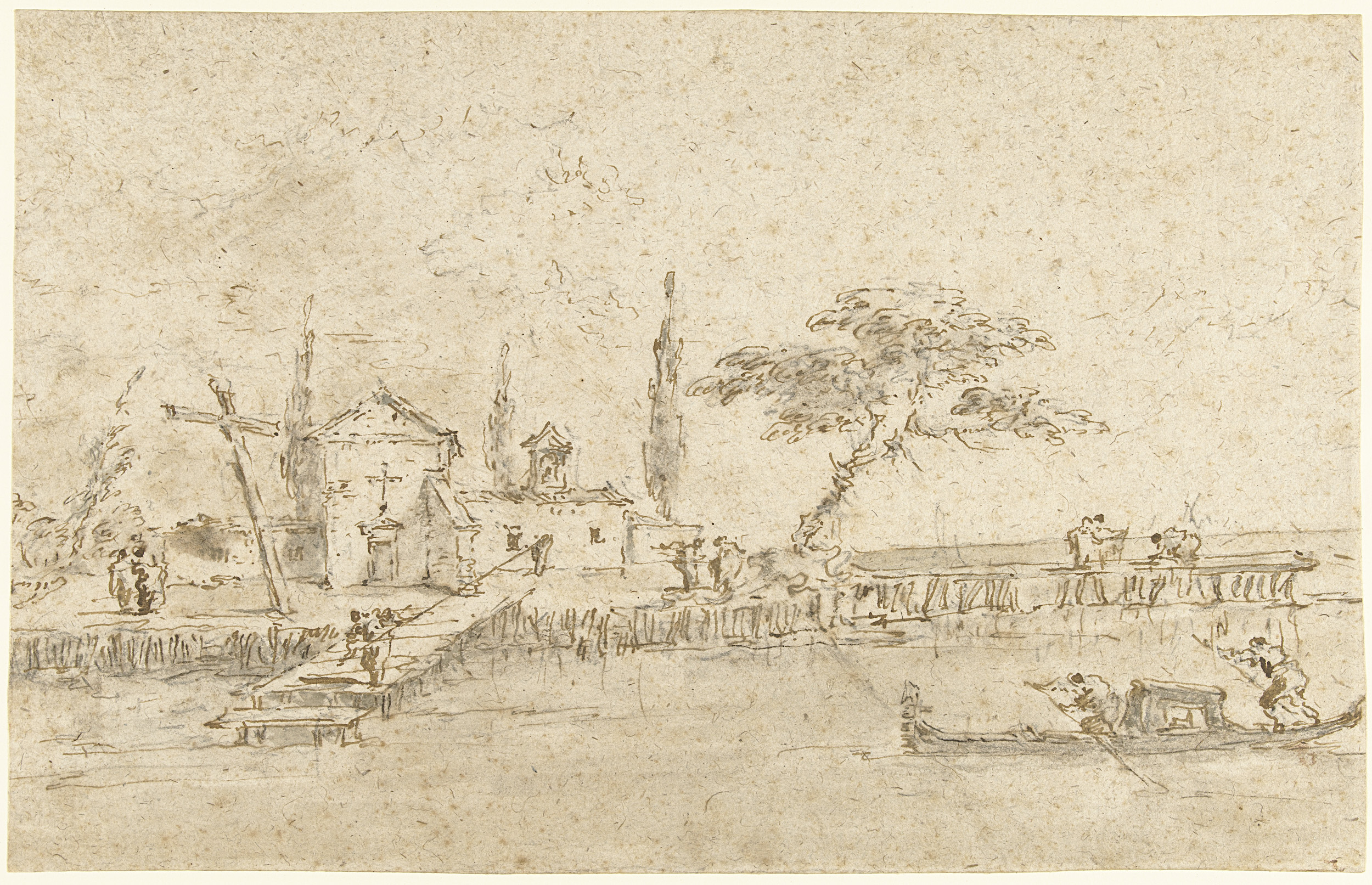
Kleine kapel van een klooster op een van de eilanden bij Venetië
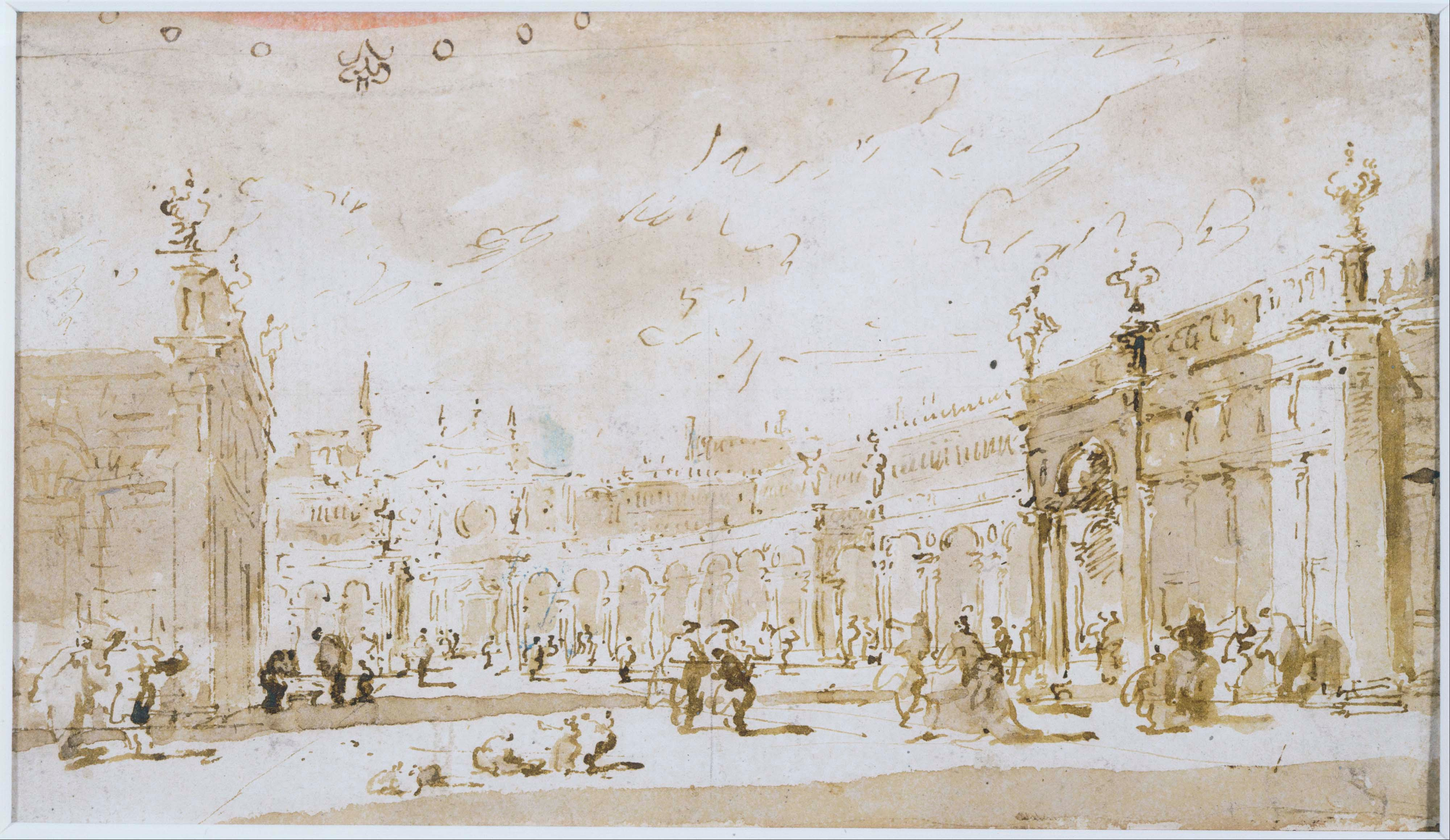
Piazza San Marco
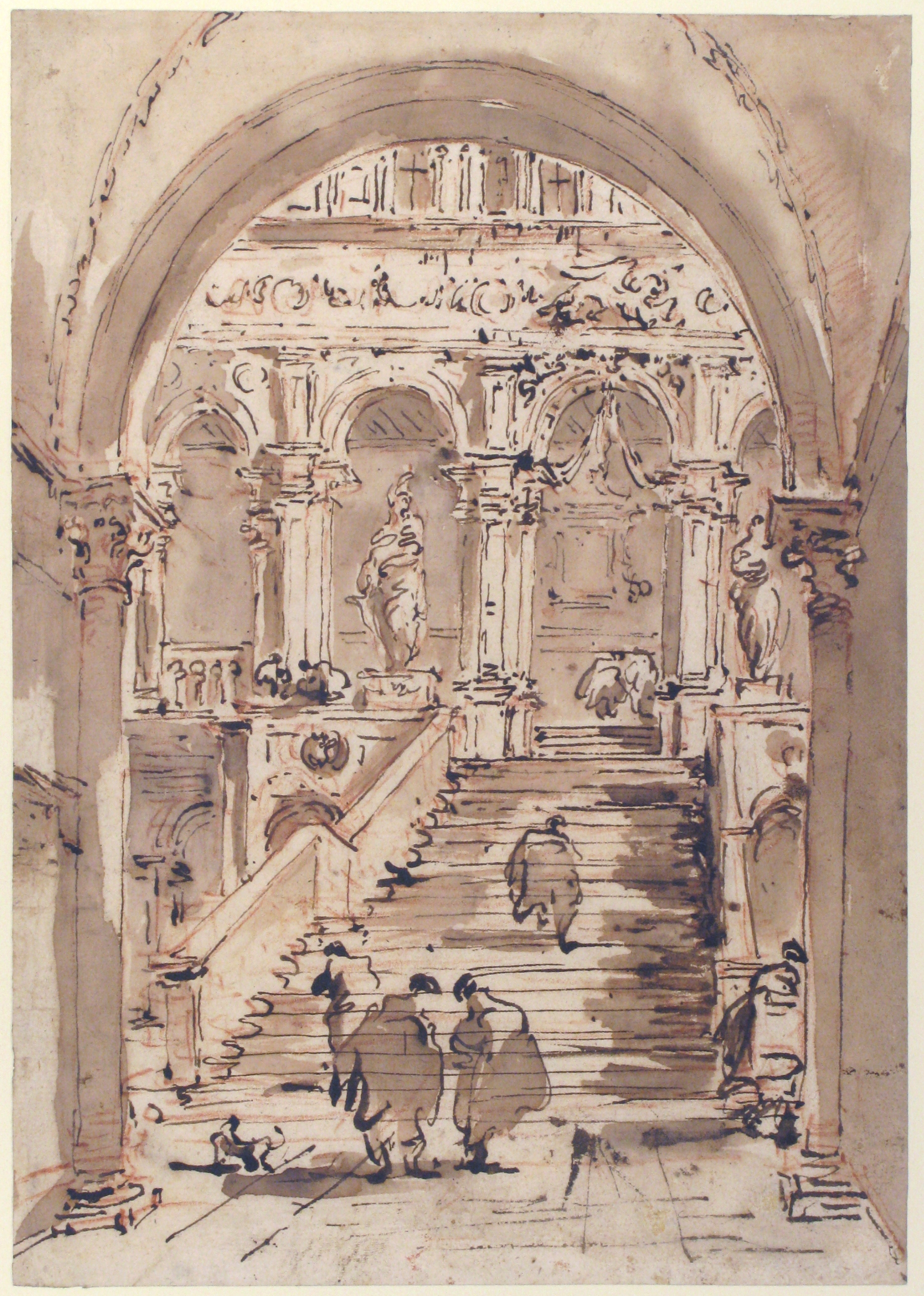
The Staircase of the Giants, Ducal Palace, Venice
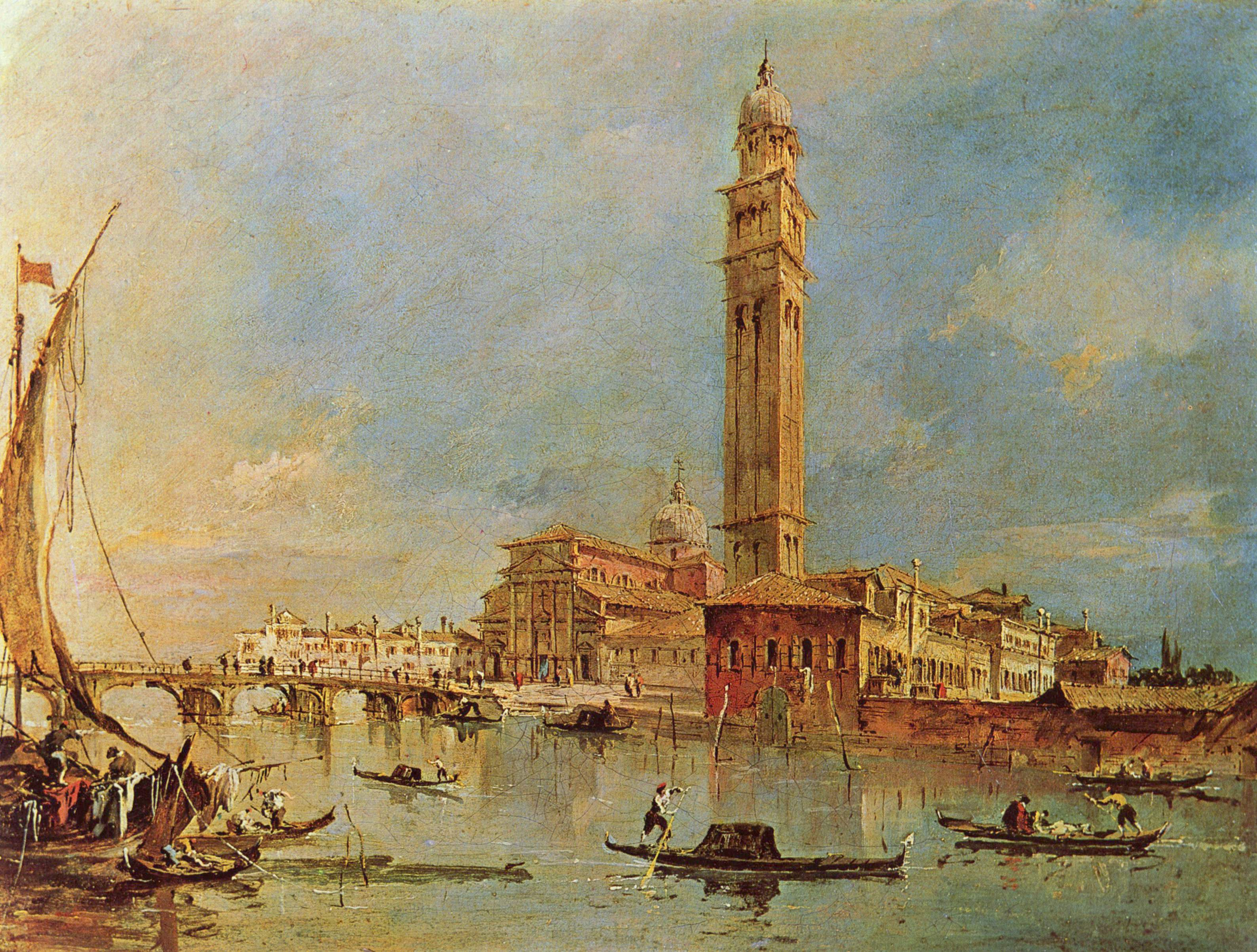
Zicht op San Pietro di Castello
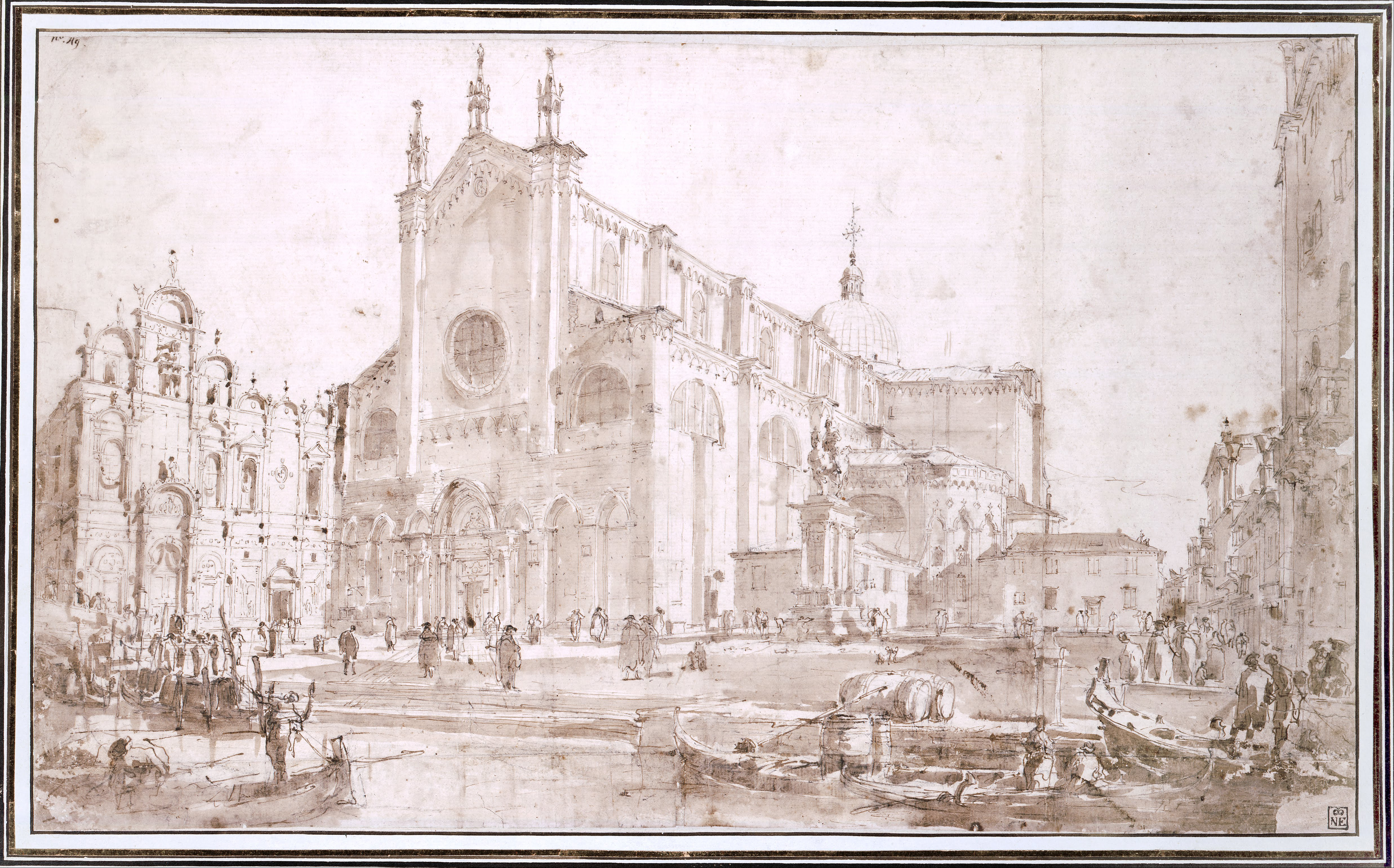
Santi Giovanni e Paolo voorstudie
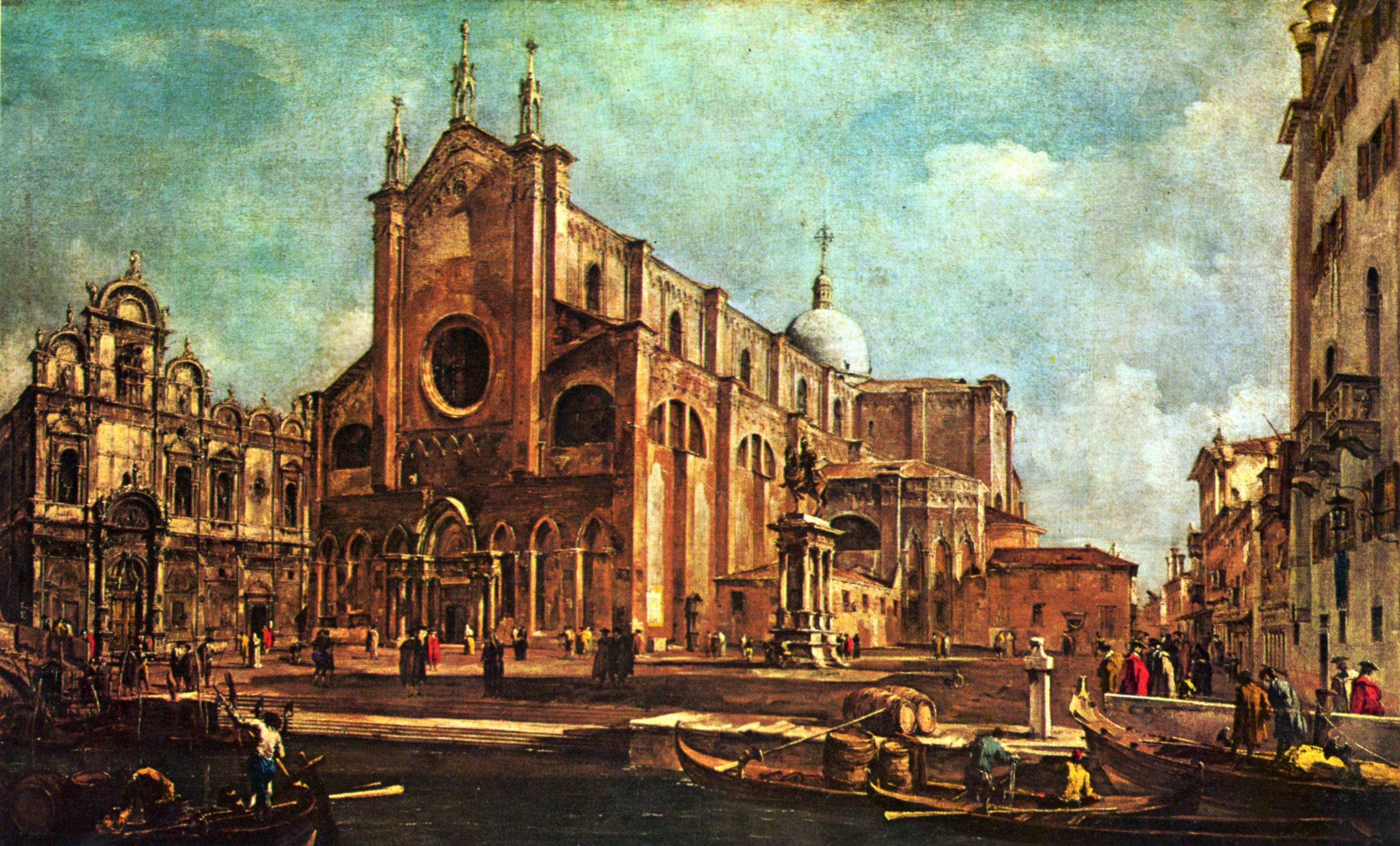
Campo de la Basilica dei Santi Giovanni e Paolo